# Seiunkan
Stvaranje harmoničnog i mirnog sveta jedan je od osnovnih ciljeva aikida, a u aikidu, kao i u životu, najstabilnije vrednosti nastaju zajedničkim zalaganjem -  posvećenim i upornim radom većeg broja ljudi. Na ovakvim temeljima izgrađen je i klub Seiunkan, te je stoga njegova istorija izatkana od priče o svima nama: o onima koji su pokrenuli prvu inicijativu, koji su je nadograđivali, jačali, razvijali, osnaživali, i o onima koji to još uvek, svakodnevno čine. Klub nastaje, razvija se i opstaje samo kada postoji zajednička volja, podrška svih članova i želja da se podeli znanje o Japanu, japanskoj tradiciji, kulturi i jeziku.

## Počeci
Kao i u zvaničnoj istoriji, i u istoriji kluba Seiunkan postoji čitav niz događaja koji su prethodili formalnom osnivanju kluba. U aprilu 1998. godine naš učitelj Milan Veličković odlazi u Beograd na Tendorju aikido seminar koji je vodio sensej Kenđi Šimizu, i tada se prvi put susreće sa izvornim aikidom. Fasciniran  Šimizuovom aikido tehnikom, upoznaje se sa njim željan da dođe u Japan da trenira, što će se i ostvariti nakon dve i po godine. Na seminaru prvi put upoznaje i Ekarta Hemkemajera, učitelja iz Nemačke, koji će zajedno sa sensej Šimizuom pružati podršku našem klubu i Tendorju aikidu u Srbiji svih ovih godina.
Prvi put Milan Veličković u Japan odlazi 2000. godine, kada je svakodnevno, tokom četiri meseca, ujutro i uveče, vežbao u različitim aikido klubovima: Jošinkanu, Aikikai Hombu dođou… Vežbajući u ovim klubovima ne nailazi na autentičnu atmosferu, te odlazi u Tendokan što mu je prvenstveno i bila želja. Iako prethodno nije zvanično dobio dozvolu od sensej Šimizua da trenira u Tendokanu, ipak odlazi u dođo, dobija dozvolu i do polaska u Srbiju nastavlja tu da vežba. Ovo iskustvo potpuno menja njegovo dotadašnje razmišljanje o aikidu. Gracioznost tehnika, mekoća i gipkost pokreta, kao i sama filozofija Tendorju aikida ostavljaju najjači utisak na njega, te će u budućnosti, svake naredne godine, vežbati jedino u Tendokanu i truditi se da duh Japana podeli sa ostalim aikidokama iz kluba u kojem je tada vežbao.
U martu 2002. godine prevodi sa japanskog na Tendorju aikido seminaru u Beogradu, koji je vodio sensej Šimizu. Na ovom seminaru autentični aikido imaju priliku prvi put da iskuse i sve aikidoke iz kluba u kojem je Milan tada trenirao. Stiče poverenje kolega iz kluba, sledeće godine na seminaru u Crnoj Gori dobija 2. dan od sensej Šimizua i tokom letnje pauze u tadašnjem klubu, u avgustu 2003. godine, dva puta nedeljno vodi treninge u Policijskoj školi u Sremskoj Kamenici. Tada klub Seiunkan još uvek nije bio zvanično registrovan, ali jezgro kluba sastavljeno od nekoliko aikidoka je spontano bilo oformljeno i tok istorije jasno počeo da se ocrtava, a potonji događaji sve brže odmotavaju.

## Zvanično osnivanje kluba
U septembru 2003. na treninzima u klubu u kojem su tada trenirali počinje da se vežba drugačiji aikido, Tendroju aikido, koji nisu svi prihvatili. Zbog nesuglasica među članovima kluba odlazak sensej Milana Veličkovića postaje neizbežan. Međutim, na tom putu ne ostaje sam, jer entuzijazam, odlučnost, hrabrost i snaga jednog čoveka uvek nailaze na podršku drugih: sledi ga nekoliko kolega iz kluba i od oktobra počinju da vežbaju sami, a u novembru 2003. zvanično i registruju klub. Prepreke na koje su nailazili u bivšem klubu postaju nova šansa za sve one koji su ga napustili, i kako to često biva, teškoća se uz volju i podršku drugih - kolega i sensej Šimizua, ubrzo pretvara u sjajnu priliku. Otvara se mogućnost za razvijanje i širenje entuzijazma koji je u njima živeo, a koji nije mogao da se oslobodi u neautentičnoj atmosferi u okviru koje su do tada vežbali. Stvara se dođo koji nije rezultat rada i zalaganja pojedinca, već posvećenosti svih članova kluba.
U aikidu sve je u vezi sa kijem. Vežbanjem nastojimo da ga ojačamo i razvijemo, kako bismo uspešno prevazilazili prepreke i probleme, ali i ki velikim delom proizilazi iz osećaja zajedništva koji nastaje u okviru kluba. Ki predstavlja sinergiju svih nas, menjajući nas na bolje, i podržava naše telo i našu volju. Zato jedan od glavnih ciljeva našeg kluba jeste da što više ljudi stekne iskustvo da ki podržava telo, a da volja umnogome proizilazi iz podrške drugih, što se može osetiti jedino u okviru zdrave i jake zajednice.
Međusobna podrška je neophodan uslov i za ostvarivanje dobrih rezultata, te shodno tome klub niže uspehe: 2008. godine Tendorju aikido savez Srbije, koji predvodi klub Seiunkan sa najviše iskustva i najvećim brojem aikidoka, dobija strunjače od japanske ambasade što predstavlja rezultat svega što je urađeno prethodnih godina; stvara se novi entuzijazam zbog proširenja Tendorju aikido saveza Srbije kojem se priključuju novi klubovi; 2009. nekoliko članova kluba zajedno sa učiteljem Milanom Veličkovićem odlaze u Japan na mesec dana, kada imaju prilike da osete autentičan duh i uče na izvoru. Uspesi se iz godine u godinu uvećavaju, klub se proširuje i sa principima aikida se upoznaje sve veći broj ljudi.
Klub Seiunkan ima 5 trenera (Milan Veličković, Dragan Škarić, Miroslav Radosavljev, Daniel Mikić, Radiša Milanović) od kojih su dvojica licencirani treneri. Priznat je od Svetske Tendorju organizacije sa sensej Kenđijem Šimizuom na čelu, i vodeći klub Tendorju aikido saveza Srbije.

## Treninzi
U klubu Seiunkan vežbaju deca, tinejdžeri, mladići, devojke, žene muškarci i stariji, tako da naš najmlađi član ima 5, a najstariji 60 godina. Zbog nenasilnih, gracioznih i “mekih” pokreta zasnovanih na principima neopiranja i usklađivanja, Tendorju aikido dostupan je svima bez obzira na pol, godine, fizičku snagu i kondiciju. U tehnikama nema agresivnih udaraca niti primene sile, pa u našem klubu veoma rado i uspešno treniraju i žene svih uzrasta, koje redovno dolaze na treninge. Na tatamiju su muškarci i žene, stariji i mlađi potpuno ravnopravni: svako vežba svojim tempom, pošto nema takmičenja nema nikakvog pritiska ni tenzije, nema nadmetanja ni upoređivanja sa drugima, a svi imaju jednake šanse da napreduju, rade na sebi i razvijaju se kao ličnosti.
Utorkom i četvrtkom održavaju se i treninzi za decu uzrasta od 5 do 13-14 godina. Prilagođeni njihovom uzrastu, odvijaju se kao u Japanu i koncipirani su na fizičkim vežbama, motorici i korektivnoj gimnastici. Jedan od osnovnih ciljeva dečjih treninga jeste da deca, trenirajući u grupi vršnjaka, razviju osećaj za socijalizaciju i steknu naviku da budu deo grupe. Uz to, kontinuiranim vežbanjem, stiču kako samopouzdanje, tako i pouzdanje - sposobnost da usklade svoje misli i dela, jačaju disciplinu i uče se dobrim manirima kako bi izbegli sukob (što je u osnovi borilačkih veština), i razvijaju odgovornost prema sebi i prema drugima.

## Seminari i proslave
Ono što vežbanje aikida čini još lepšim, korisnijim, interesantnijim i privlačnijim jeste i mogućnost poznanstva sa velikim brojem aikidoka širom naše zemlje i sveta. Ovakva “aikido” prijateljstva obično se sklapaju na seminarima koji se svake godine održavaju u svim zemljama u kojima se vežba Tendorju aikido, a koje u Srbiji organizuje i klub Seiunkan. Od 2002. godine sensej Šimizu i učitelj Ekart Hemkemajer u Srbiju dolaze svake godine kako bi na seminarima podelili svoje znanje sa aikidokama iz Srbije.
Na seminarima pored usavršavanja aikido tehnike, razvijamo i duh zajedništva i podrške, koji uvećava naš entuzijazam i donosi novu energiju s kojom ćemo vežbati tokom naredne godine. Sve aikidoke željno i s blagom pozitivnom tremom iščekuju seminare koji uvek predstavljaju posebno iskustvo. Pored mogućnosti putovanja i otkrivanja novih mesta, seminari su zaista sjajna prilika da se svi bolje upoznamo, povežemo jedni sa drugima, kako bismo još bolje vežbali, potpunije se razumeli i uspešnije širili misiju Tendorju aikida. Za sve aikidoke mogućnost da uče tehniku direktno od sensej Šimizua je neprocenljivo, jer u aikidu bez pravog i pouzdanog autoriteta nije moguće menjati sebe i svet.
Pored seminara, svake godine tradicionalno organizujemo i zimski bonenkai (zabava na kraju godine) i letnju proslavu povodom godišnjice osnivanja kluba u avgustu, kako bismo se u opuštenoj atmosferi zabavili, opustili i pripremili za novu sezonu treniranja. Na proslavama se zajedno sa nama zabavljaju i naši prijatelji i članovi porodice, kao i svi oni koji nisu članovi a koji podržavaju klub. Proslave uvek organizujemo i uređujemo zajednički: neko je zadužen za piće, neko za uređenje prostora i specijalne efekte, a svi učestvujemo u pripremi ukusnih gurmanluka, pa se tokom večeri međusobno divimo našim gastronomskim umećima. Čak i ako kod nekih članova dođe do opadanja entuzijazma, ovakvi lepi događaji ih osnaže i ponovo podstaknu na treniranje.

## Cilj i misija
Svi koji vežbaju aikido znaju da vežbanje ne podrazumeva samo energično bacakanje po sali radi zabave i fizičkog rasterećenja. Znaju da je aikido disciplina koja nas podržava u životu i uči važnim manirima, koji su korisni kako za pojedinca, tako i za društvo u celini.
Cilj i misija kluba Seiunkan zato i jeste da se vežbajući aikido vrednosti i maniri budoa prenose: volja, entuzijazam i ratnički način razmišljanja, kako bi nas podržali u životu, pomogli nam da uspostavimo harmoniju i mir, da se zauzmemo za sebe. Samo iz redovnog i predanog vežbanja proizilazi snaga volje i odlučnost karaktera, smireniji smo, um postaje čistiji, a svest proširena. To nam pomaže da svet vidimo jasnije i da izoštrimo “prizmu” kroz koju posmatramo svet, a koja predstavlja našu istinu tj. naša ubeđenja, verovanja i stavove. Aikido nam pomaže da budemo dosledni - da postanemo spolja baš onakvi kakvi smo i iznutra. S obzirom na pozitivne promene koje možemo ostvariti vežbajući aikido, želja nam je da u klubu Seiunkan vežba što veći broj ljudi, i da zajedno postanemo zdraviji, uspešniji i srećniji, da aktiviramo um i proširimo svest, osvestimo naše akcije, da  prestanemo da živimo automatski. Ako svesni posmatramo svet, sve će ostaviti utisak na nas. To znači učiti i razvijati se. Klub Seiunkan postoji kao mogućnost da sve ovo pretvorimo u stvarnost, a to možemo ostvariti samo zajedničkim snagama, udruženom voljom i nepokolebljivim entuzijazmom!

## Spoljašnje veze
- Šimizu aikido tehnika
- Tendokan
- Tendorju Aikido Savez Srbije Архивирано на веб-сајту  (17. март 2015)